# 754 km (Kazachstan)
754 km (kaz. 754 км; ros. 754 км) – przystanek kolejowy w pobliżu miejscowości Karabas, w rejonie Abaj, w obwodzie karagandyjskim, w Kazachstanie. Położony jest na linii Astana – Szu, na trasie Nowego Jedwabnego Szlaku.